# تيم هامل
تيم هامل (بالإنجليزية: Tim Hummel)‏ هو لاعب كرة قاعدة أمريكي، ولد في 18 نوفمبر 1978 في قرية غوشن في الولايات المتحدة.

## وصلات خارجية
- تيم هامل على موقعبيزبول رفرنس.كوم (الدوري الرئيسي) (الإنجليزية)